# Stanislav Krátký
Stanislav Krátký (ur. 11 listopada 1922 w Brnie, zm. 13 listopada 2010) – czeski duchowny rzymskokatolicki, teolog katolicki, biskup Kościoła podziemnego w Czechosłowacji.
Przed śmiercią pełnił funkcję rektora kapituły kolegiackiej św. Wacława w Mikulovie. W sieci jest dostępnych wiele jego nagrań audio i video, np. cykl Úvahy pátra Krátkého.